# Castell de Tesà
El Castell de Tesà, era un castell medieval d'estil romànic del segle x situat en el poble de Tesà, a la comarca del Rosselló (Catalunya Nord).
Bé que el topònim de Tesà consta des del 832, la primera notícia del castell és del 1100, quan Arnau Guillem de Salses el llega a la seva muller, Sibil·la. Al segle xii apareix un llinatge de cavallers amb aquest cognom: Bernat Adalert de Tesà (1116), Bernat de Tedano i Ponç de Tesà, mort el 1196.
El domini del lloc passà per diverses mans, entre les quals els Grimau i els Córdoba de Mendoza. Romanen molt poques restes del castell de Tesà, per la qual cosa es pot donar per pràcticament desaparegut. En resten vestigis en el grup de cases que dibuixen una vila closa al sud-est de la Casa de la Vila i de l'església parroquial.